# جيم بيرتيلسن
جيم بيرتيلسن (بالإنجليزية: Jim Bertelsen) هو لاعب كرة قدم أمريكية أمريكي، ولد في 26 فبراير 1950 في هدسون في الولايات المتحدة.

## وصلات خارجية
- جيم بيرتيلسن على موقع مرجع كرة القدم المحترفة.كوم (الإنجليزية)